# مطلقاً هرچیزی
مطلقاً هرچیزی (انگلیسی: Absolutely Anything) فیلمی در ژانر کمدی و علمی–تخیلی به کارگردانی تری جونز است که در سال ۲۰۱۵ منتشر شد. از بازیگران آن می‌توان به سایمون پگ اشاره کرد.

## بازیگران
- سایمون پگ [۴]
- کیت بکینسیل
- رابین ویلیامز
- راب ریگل
- ادی ایزارد
- جوانا لامبی
- رابرت بثرست
- میرا سایال
- تری جونز
- جان کلیز
- تری گیلیام
- اریک آیدل
- مایکل پیلین